# Jean-Baptiste-Barthélemy Lajard
Jean-Baptiste-Barthélemy Lajard (31 juillet 1758, Montpellier - 16 août 1822, Montpellier), est un homme politique français.

## Biographie
Fils de Jean-Baptiste Lajard, négociant, et de Rose Sénard-Paquier, il devient négociant à Montpellier. 
Compromis en 1792 à propos d'une fourniture de souliers pour l'armée des Alpes, il est arrêté et mis en jugement devant le tribunal de Rhône-et-Loire qui l'acquitte. 
Après le coup d'État du 18 Brumaire, il devient conseiller général de l'Hérault. 
Le 29 thermidor an XII, il est élu par le Sénat conservateur député au Corps législatif. Il y siège jusqu'à la fin de l'Empire, ayant obtenu le renouvellement de son mandat le 10 août 1810.
Il occupe également les fonctions de directeur des contributions directes du département de l'Hérault.

## Sources
- « Jean-Baptiste-Barthélemy Lajard », dans Adolphe Robert et Gaston Cougny, Dictionnaire des parlementaires français, Edgar Bourloton, 1889-1891 [détail de l’édition]